# Buschmühle (Speichersdorf)
Buschmühle ist ein Gemeindeteil der Gemeinde Speichersdorf im Landkreis Bayreuth (Oberfranken, Bayern). Buschmühle liegt in der Gemarkung Seybothenreuth.

## Geografie
Die Einöde liegt am Kirrlohbach, dem rechten Oberlauf des Laimbachs, und an einer Gemeindeverbindungsstraße, die nach Brüderes (0,3 km nordwestlich) bzw. nach Hundsmühle verläuft (0,3 km südwestlich).

## Geschichte
Gegen Ende des 18. Jahrhunderts bestand Buschmühle aus einem Anwesen. Die Hochgerichtsbarkeit stand vom bayreuthischen Stadtvogteiamt Bayreuth zu. Das Kloster Speinshart war Grundherr der Mühle.
Von 1797 bis 1810 unterstand der Ort dem Justiz- und Kammeramt Bayreuth. Mit dem Gemeindeedikt wurde Buschmühle dem 1812 gebildeten Steuerdistrikt Seybothenreuth und der zugleich gebildeten Ruralgemeinde Brüders zugewiesen. Mit dem Gemeindeedikt von 1818 erfolgte die Eingemeindung nach Seybothenreuth. Im Zuge der Gebietsreform in Bayern wurde Buschmühle am 1. Mai 1978 nach Speichersdorf eingegliedert.

### Einwohnerentwicklung
| Jahr      | 001818 | 001861 | 001871 | 001885 | 001900 | 001925 | 001950 | 001961 | 001970 | 001987 |
| Einwohner | *      | 5      | 5      | 7      | 3      | 5      | 4      | 1      | 0      | 0      |
| Häuser    | *      |        |        | 1      | 1      | 1      | 1      | 1      |        | 0      |
| Quelle    | [ 6 ]  | [ 9 ]  | [ 10 ] | [ 11 ] | [ 12 ] | [ 13 ] | [ 14 ] | [ 15 ] | [ 16 ] | [ 1 ]  |

## Religion
Buschmühle ist evangelisch-lutherisch geprägt und nach St. Veronika (Birk) gepfarrt.